# 苏格兰国家战争纪念馆

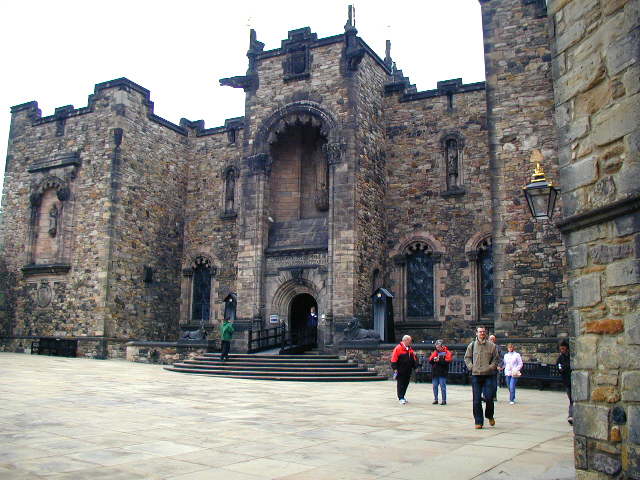

苏格兰国家战争纪念馆（Scottish National War Memorial）位于爱丁堡城堡中心皇冠广场的一个军营，纪念死于两次世界大战及后来冲突的苏格兰士兵和苏格兰军团的服役人员。纪念馆在1927年正式开幕。

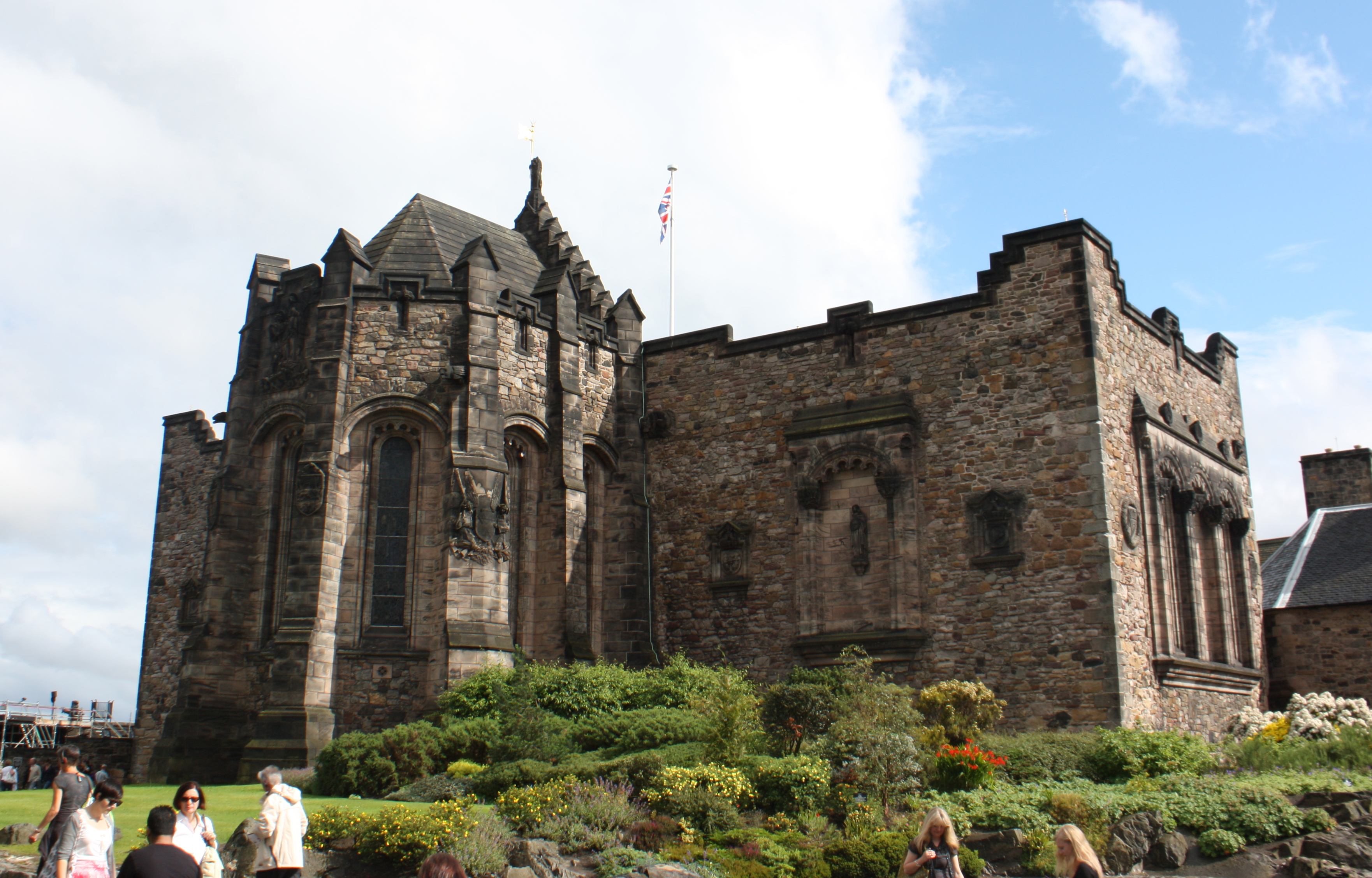

1917年，第一次世界大战期间，阿特公爵和乔治·斯温顿上尉提出了苏格兰国家战争纪念馆的建议。参与帝国战争坟墓委员会的建筑师之一，罗伯特·罗利默爵士在1919年受命，但大规模的纪念馆受到关心城堡遗产者的反对。一个较温和的改造北方军营区的计划最终在1923年达成一致，纪念馆于1927年7月14日由威爾士親王揭幕。纪念馆内最初的纪念名单包括从1914年8月4日到1919年6月28日在第一次世界大战中阵亡者的147,000个名字，第二次世界大战后又增加了5万个名字，此后名字继续增加，但纪念馆本身保持不变。

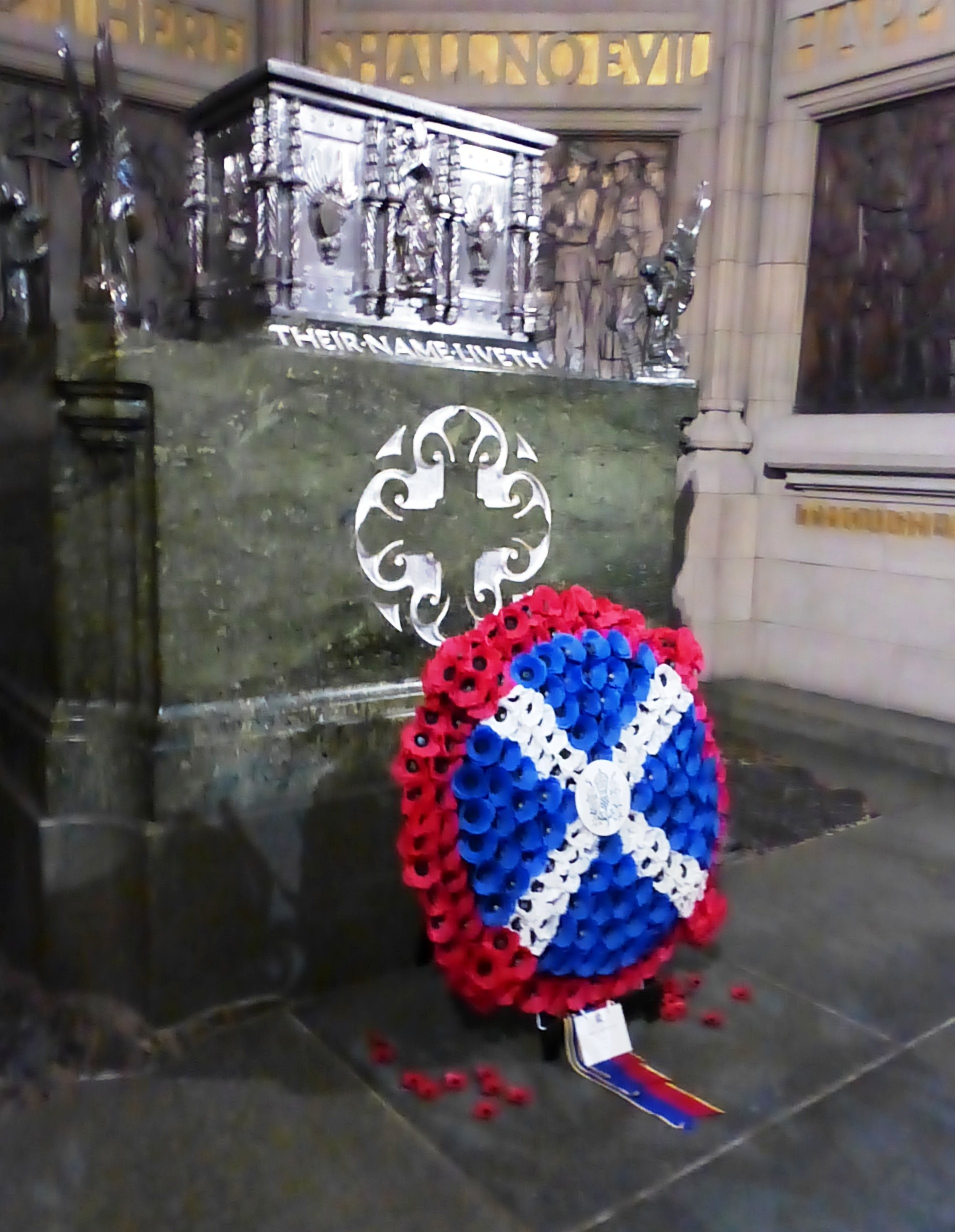

建筑外部的滴水嘴兽由皮尔金顿·杰克逊和约翰·马歇尔和菲利斯 Bone雕刻，花窗玻璃出自Douglas Strachan之手。